# 1675 Симонида
1675 Симонида (енгл. 1675 Simonida) је астероид главног астероидног појаса. Приближан пречник астероида је 11,08 ,
а средња удаљеност астероида од Сунца износи 2,234 астрономских јединица (АЈ).
Инклинација (нагиб) орбите у односу на раван еклиптике је 6,795 степени, а орбитални период износи 1219,778 дана (3,339 године). Ексцентрицитет орбите астероида износи 0,124.
Апсолутна магнитуда астероида износи 11,91 а геометријски албедо 0,248.
Астероид је откривен 20. марта 1938. године.